# Skalní okno

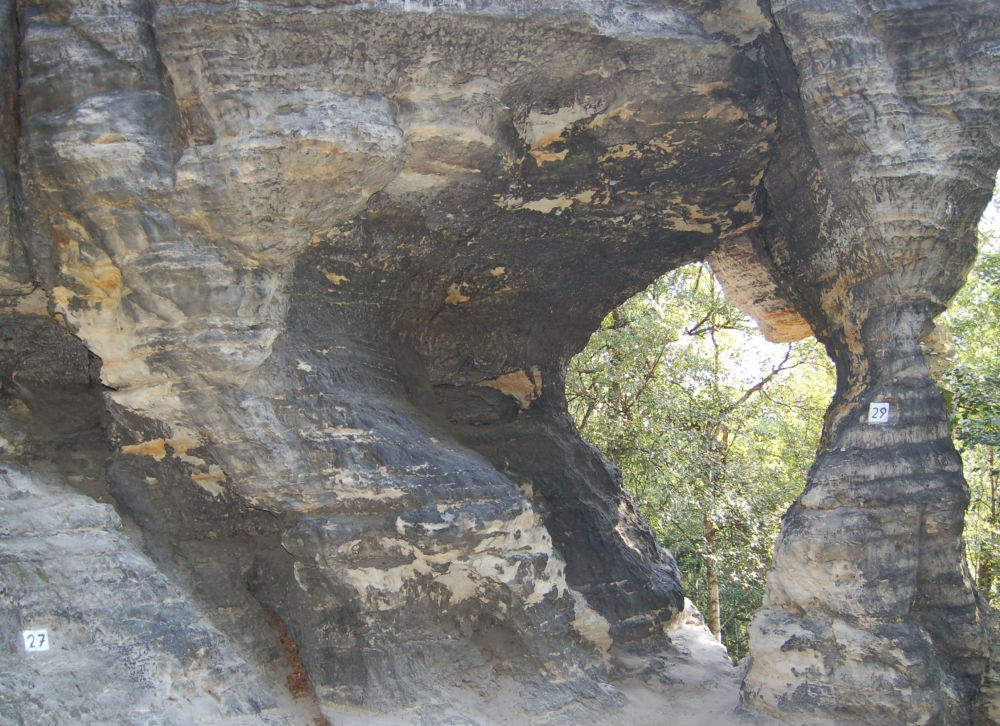
Skalní okno „Afrika“ v Tiských stěnách

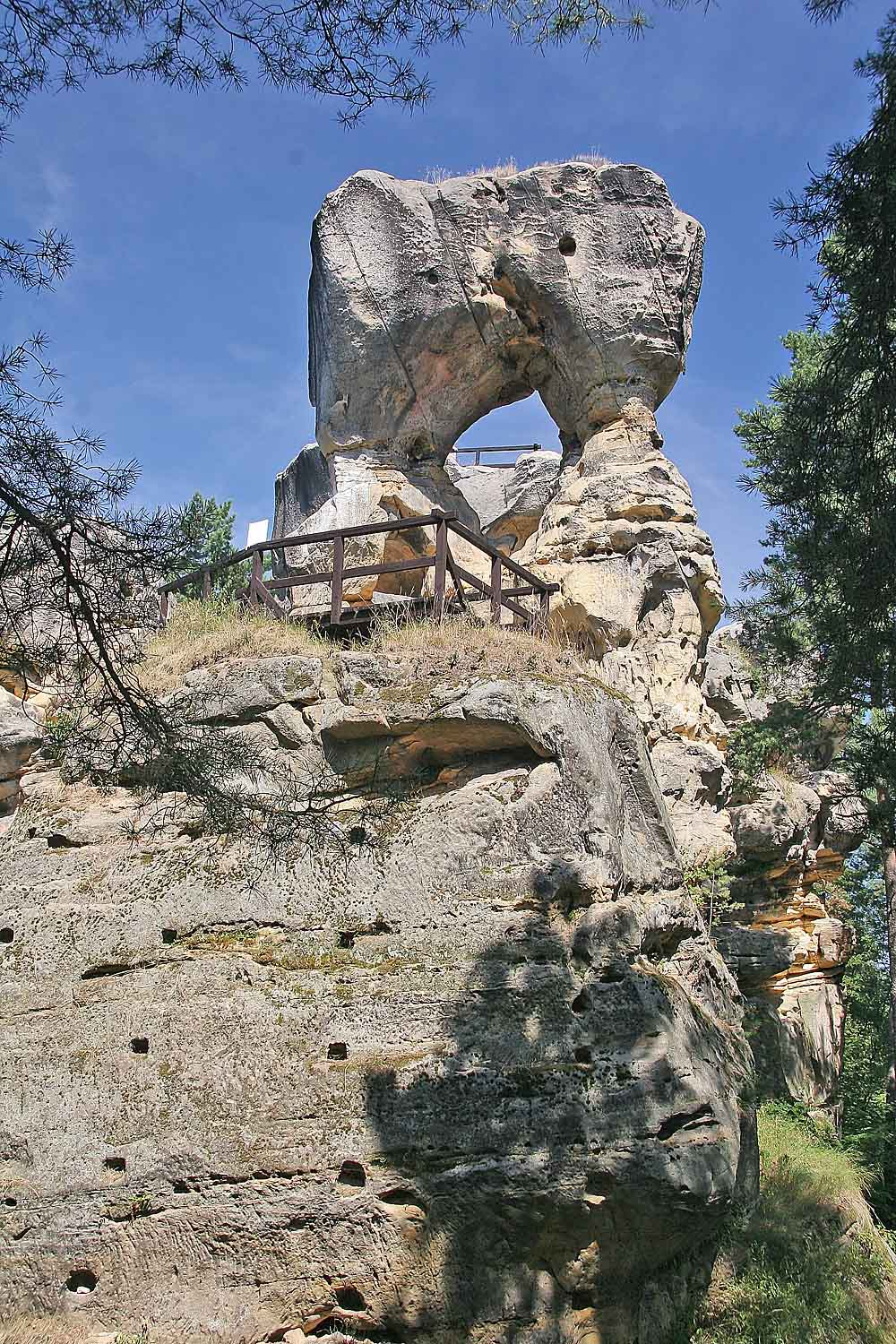
Skalní okno na Rotštejně

Skalní okno je skalní tvar, vzniklý podobně jako skalní brána zvětráváním a erozí. Skalní okna mohou mít rozměry od desítek centimetrů až do několika metrů v průměru, ojediněle dosahují rozměru i desítek metrů. Jedná se o otvor ve skále, nedosahující jejího úpatí (čímž se liší od skalní brány). Vzniká dlouhodobým působením exogenních geologických činitelů (vítr, voda, teplota…) na horninu tvořenou nestejně odolnými vrstvami a materiály, díky kterým se výrazně uplatňuje vliv selektivní eroze. Skalní okna jsou četná především v pískovcových skalních městech, v krasových oblastech, ale vyskytují se i v odolnějších horninách (v žulách na Šumavě apod.).

## Skalní okna v České republice
- Adršpašské skály – věž Džbán, věž Milenci, Svídnická věž
- Ostaš – Čertovo auto, Trojnožka
- Čertovy kazatelny (Oderské vrchy) – Pekelná brána
- Český ráj – skalní okno 1 km ssz. od Trosek
- Klokočské skály – Zdenčina věž, Trojnožka, Rotštejn
- Tiské stěny – „Afrika“
- Český kras – Kotýz
- Kokořínsko
- Sedmihoří – Rozsocha
- Šumava – Čertův vrch, Jelení slať
- Zlatohorská vrchovina – Čertovy kameny

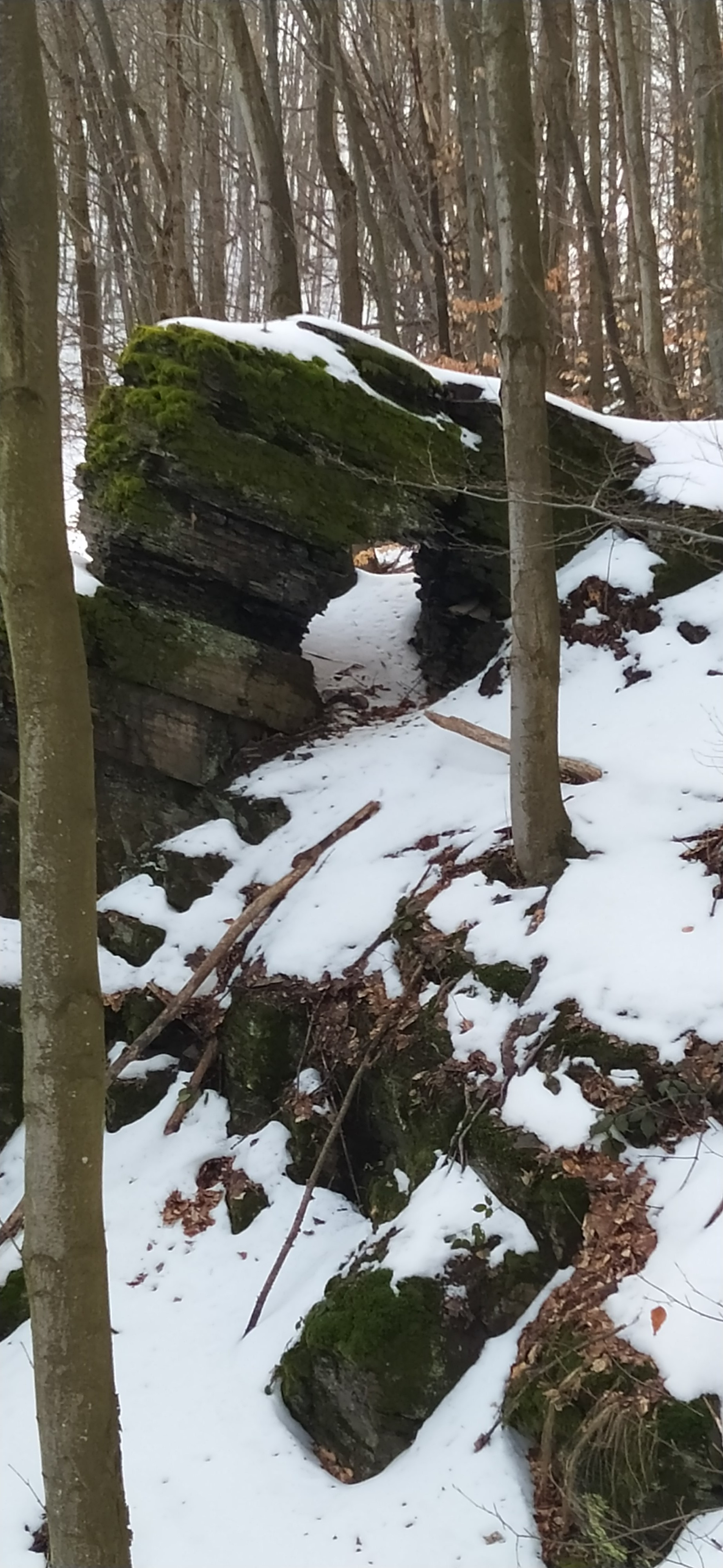
Pekelná brána - Čertovy kazatelny, Oderské vrchy

## Skalní okna v Evropě

### Černá Hora
- Prokletije – Šuplja vrata

### Slovensko
- Nízké Tatry – Jánošíkovo okno v horském hřbetu Ohniště
- Strážovské vrchy – Roháč

### Slovinsko
- Julské Alpy – „Prisojnikovo okno“ (mohutnými rozměry se jedná spíše o skalní bránu).